# Tam o' shanter (copricapo)

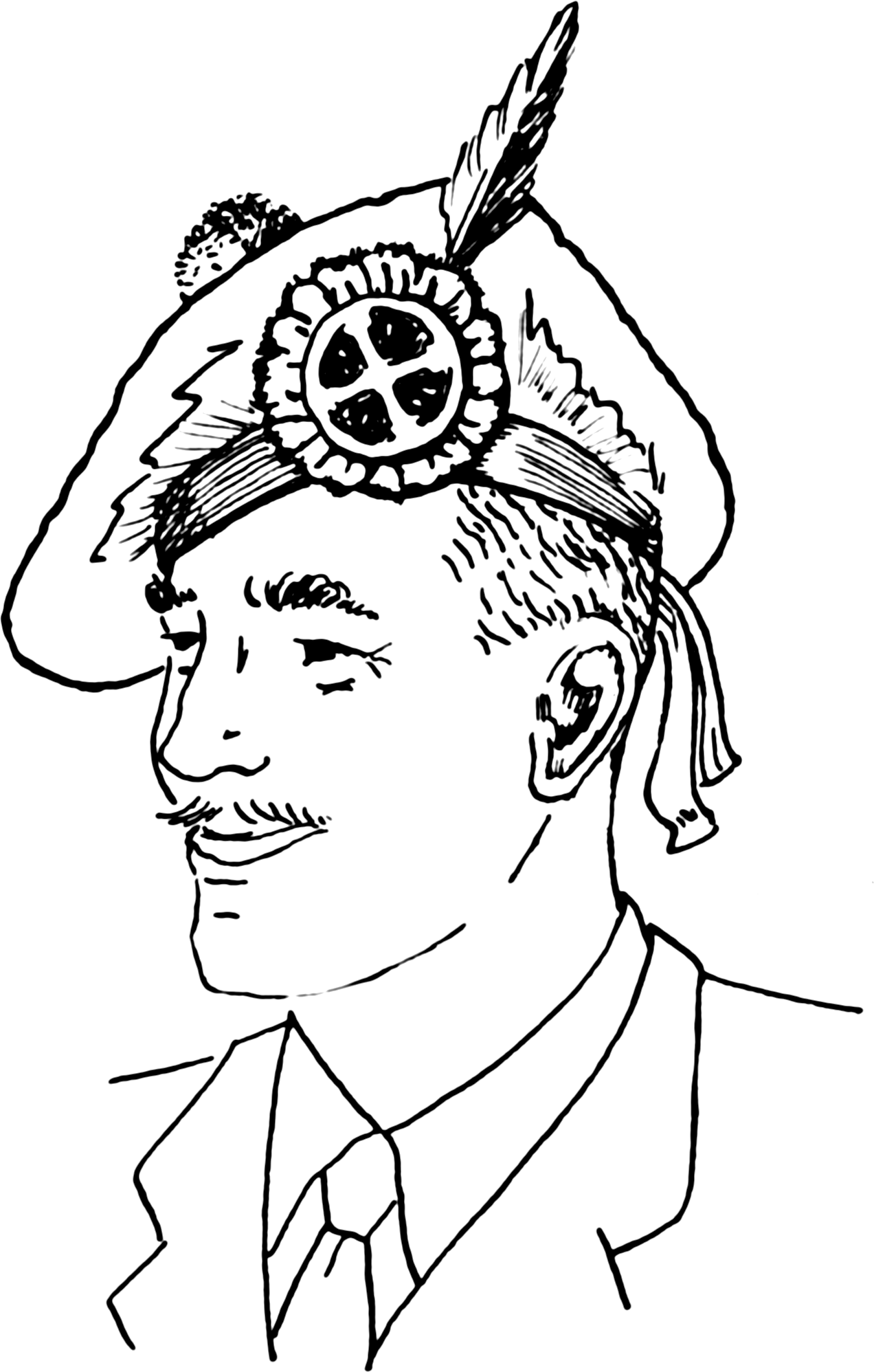
Disegno di un uomo che indossa un Tam o' shanter

Il tam o'shanter è un copricapo tradizionale scozzese, così rinominato in seguito alla fortuna dell'omonima opera letteraria di Robert Burns. Esso è realizzato in lana, di forma simile al basco, spesso di color tartan, con un pompon in mezzo.
Attualmente, oltre alla sua forte caratterizzazione tradizionale, il suo più diffuso impiego è in ambito militare, dal momento che è in dotazione al Royal Regiment of Scotland, ed è entrato nell'immaginario collettivo poiché venne indossato da vari corpi militari del Commonwealth, dalla divisione scozzese dell'esercito britannico e da alcuni reggimenti dell'esercito canadese. Il tam o'shanter è anche utilizzato dal reggimento Black Watch con il solo piumino rosso.